# Татібана но Хіромі
Татібана но Хіромі (837 — 10 червня 890) — середньовічний японський державний діяч, вчений, поет періоду Хейан.

## Життєпис
Походив зі знатного роду Татібана. Народився у 837 році, здобувши гарну домашню освіту. Одружився з донькою принца Манта (сина імператора Камму), що сприяло подальшій кар'єрі. У 860 році закінчив Школу чиновників (Дайгаку), здобувши ґрунтовні знання з китайської літератури й письменства, прихильником яких він став на все життя. В державному управлінні наслідував конфуціанству.
863 року отримав свою першу посаду інспектора при кокусі (управлінні) провінції Етідзен, а в наступному — 864 — році зарахований до штату Курода-докоро (імператорського архіву) на посаду рокуі-но куродо (хранителя 6-го рангу). У тому ж році успішно склав державний іспит для чиновників, здобувши другий вчений ступінь «сюсай». 866 року призначено таї (першим старшим офіцером) Правої зовнішньої палацової гвардії. У 867 році став «професором письма» (мондзьо-хакасе) й власником нижчого ступеня молодшого п'ятого рангу, в 869 році призначено вихователем спадкоємця престолу.
870 року отримує посаду молодшого помічника міністра народних справ, 874 року — усьобена (другого помічника Правого головного ревізора), 874 року — сасьобена (другого помічника Лівого головного ревізора) й кокусі провінції Міно, однією з найбагатших у державі. Це свідчило про посилення позицій Татібана при дворі. 877 року досяг нижчого ступеня старшого п'ятого рангу, а наприкінці року — вищого ступеня. Того ж року призначається старшим помічником (сікібу-но-тайю) міністра церемоній й куроудо-ґасіра (головою імператорського секретаріату), але вже наступного року йдез останньої посади.
880 року призначено заступником голови імператорської інспекції Кагеюсі. Того ж року стає удайбеном (Правим головним ревізором). 884 року отримав молодший четвертий ранг, а згодом — посаду санґі, щодозволило увійти до гісейкану (політичної ради при дайдзьокані). 886 року призначено головою Лівої ревізійної канцелярії.
887 року Татібана но Хіромі надано старший четвертий ранг. Того ж року став головою дійовою особою в подіях, відомих як інцидент з Ако. За однією версією Татібана спробував допомогти молодому імператорові Уда позбавитися від впливу Північних Фудзівара на чолі з Мотоцуне, замінивши в наказі про призначення того замість японської назви «кампаку» на китайський варіант — «ако». За іншою гіпотезою з Татібана но Хіромі злий жарт зіграло його захоплення китайськими державними назвами, тому він вирішив для більшої значущості використати саме її. В будь-якому разі це призвело до протистояння з Фудзівара.
У 888 році, незважаючи на заступництво Суґавара но Мітідзане, на вимогу Фудзівара но Мотоцуне рішенням імператора Татібана но Хіромі було відправлено в заслання до провінції Омі. При цьому Хіромі втратив усі придворні посади. І хоча незадовго до смерті державним указом він був повернутий в столицю і навіть підвищений у ранзі, своє попереднє становище при дворі відновити не зумів. Помер 890 року Деякий час по тому посмертно був підвищений в ранзі і призначений на посаду середнього придворного радника.

## Творчість
Татібана но Хіромі був відомий при дворі як знавець красного письменства. Зразки витонченого стилю Татібана но Хіромі є в багатьох літературних енциклопедіях періоду Хейан. Відомий також своїми віршами у стилі кансі, що увійшли до поетичної антології «Вакан рьоей-сю» («Збірка японських та китайських віршів для співу»).

## Родини
З дітей найбільше відомо про Татібана но Кімійорі（877-941), який став середнім державним радником і досяг молодшого третього рангу, а також доньку Йосіко, яка стала дружиною імператора Уда.